# Vogelsang (Neusäß)
Vogelsang ist ein Dorf im bayerischen Regierungsbezirk Schwaben und ein Gemeindeteil der Stadt Neusäß im Landkreis Augsburg. Das Dorf ist verwaltungstechnisch zweigeteilt, ein Teil Vogelsangs gehört zu Diedorf, siehe Vogelsang (Diedorf).

## Lage
Der südlichste der neun Gemeindeteile der Stadt Neusäß liegt südöstlich der Bundesstraße 300 und westlich des Sandbergs (530 m ü. NHN) in der Gemarkung Steppach bei Augsburg.

## Geschichte
Am 1. Mai 1978 kam Vogelsang bei der Eingemeindung von Steppach, dessen Gemeindeteil es bis dahin war, zur Stadt Neusäß. Im Jahr 1987 lebten im Dorf 185 Einwohner und es bestanden 61 Gebäude mit Wohnraum.